# Tepuka Vili Vili
Tepuka Vili Vili ist eine winzige Riffinsel im östlichsten Riffsaum des Atolls Funafuti, Tuvalu, und die kleine, westlichere „Schwester“ von Tepuka.

## Geographie
Die Insel liegt zwischen Tepuka im Nordosten und Fualopa im Südwesten.
Die Insel gehört zum Funafuti Conservation Area, mit einer Fläche von 33 km² mit Riffen, Lagunenfläche und den sechs Motu Tepuka, Fualopa, Fuafatu, Vasafua, Fuagea und Tefala.